# 七ツ滝 (佐渡島)
七ツ滝（ななつがたき）は、佐渡島（新潟県佐渡市）の小河内川に掛かる滝。

## 概要
佐渡島北部にある小河内川に掛かる七段の総落差100mの大滝。佐渡の秘境の中の秘境、幻の七ツ滝と言われ、佐渡の人でも実際に見た人はほとんどいない。

## 登山史
- 2016年9月 - 小阪健一郎ら3人のクライマーが初登攀に成功した[1]。